# Krauss-Maffei ME 05

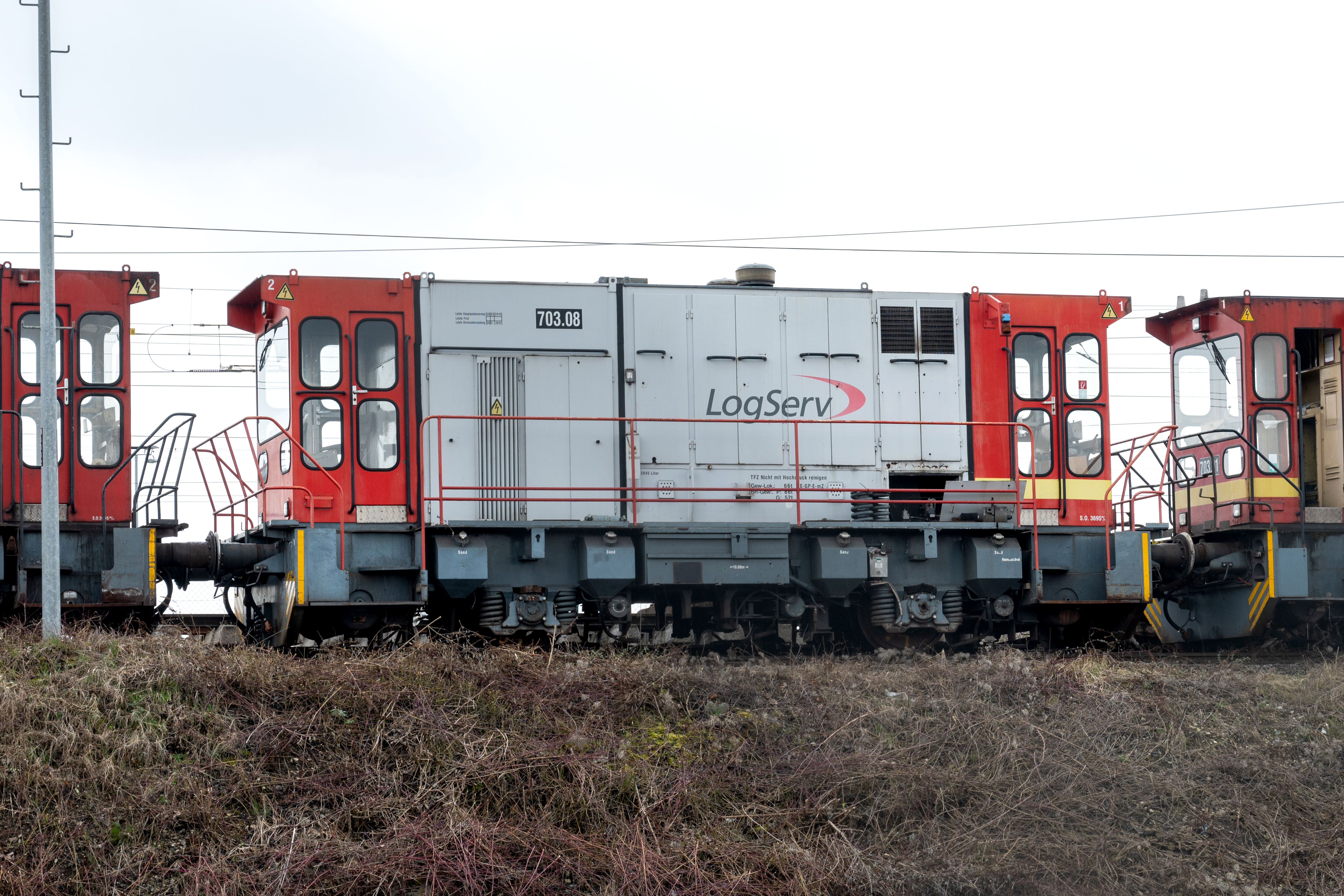
ME 05 der LogServ mit Endführerständen

Die ME 05 ist eine dieselelektrische Rangierlokomotive des Herstellers Krauss-Maffei mit Drehstrom-Antriebstechnik
und Einzelachsantrieb. Die elektrische Ausrüstung wurde von BBC zugeliefert. Eine Maschine wurde im Jahre 1982 im Versuchsbetrieb leihweise bei der
Deutschen Bundesbahn (DB) als 259 001-6 eingesetzt und danach an die
Hafenbahn in Aschaffenburg verkauft.
Als Rahmen dieses in modularer Bauweise entwickelten Typs wurden massive Vollprofile mit Querträgern verwendet. An allen vier Ecken sind beleuchtete Rangiererstände angebracht.
Die austauschbaren leicht zugänglichen Funktionseinheiten sollten Wartung und Instandsetzung möglichst einfach gestalten.
Bei der Staatsbahn erfolgten die Probeeinsätze in den Dienstplänen der DB Baureihen  260 und  290. Zu einer Serienbestellung
durch die Staatsbahn kam es nicht. Neben einem Dutzend Lieferungen mit Mittelführerstand an Industriebahnen, von der die meisten an die Verkehrsbetriebe Peine-Salzgitter
gingen, gab es auch eine Variante mit Endführerständen. Letztere wurden überwiegend für die Dortmunder Eisenbahn gebaut und nach nur etwa zwanzig Dienstjahren verkauft
oder verschrottet. Diese als Telelok bezeichnete Bauform sollte der Bedienung mittels Funkfernsteuerung Rechnung tragen,
hat sich aber nicht durchgesetzt. Die wenige Jahre später zur Serienreife gelangte, äußerlich weitgehend baugleiche dieselhydraulische Variante des Typs MH 05 war ebenfalls bei der DB
im Probeeinsatz und konnte in etwas größerem Umfang an Industriebetriebe verkauft werden.